# Ota Ginz
Ota Ginz (19. července 1896 Ždánice – 29. února 1976) byl esperantista a úředník. Otec česko-židovského chlapce Petra Ginze zavražděného nacisty, jehož kresba měsíční krajiny se stala světoznámým symbolem holokaustu.
Se svou ženou Marií Ginzovou se seznámil na jednom z esperantských kongresů. Měli spolu dvě děti, již zmíněného syna Petra a dceru Evu, která je izraelskou malířkou.

## Dílo
Ota Ginz je spoluredaktorem díla Ĉeĥoslovaka Antologio a autor pětijazyčného slovníku Radioamatora vortaro kvinlingva.
Překlady
Mimo vlastní tvorby se věnoval překladatelské činnosti, přeložil Kritzovo dílo Freŝa mateno (Svěží jitro).
Z esperanta do češtiny přeložil dílo O. Arnesena Vzducholodí k severní točně (Per Aerŝipo al la Norda Poluso) a od E. Aisberga z esperantského originálu Fine mi komprenas radion (Konečně rozumím rádiu). Toto dílo bylo přeloženo z jeho iniciativy do dalších 28 jazyků. Přeložil dále do češtiny estonskou báji Koit a Ämarik (Koit a Ämarik, ranní a večerní červánky. Právo lidu 37, 1926, 3, příl., s. 3.) přes esperantský překlad své estonské přítelkyně a esperantistky Hildy Dresen. Podobně přes esperanto přeložil povídku Mráz od finského spisovatele Suonia (Julius Krohn) (Lidové listy 1924, 177, příl. Lidová beseda 35, s. 134.), jež předtím vyšla v pražském esperantském periodiku La Progreso v překladu finské esperantistky Siiri Saikkola. Příležitostně překládal do českého tisku přes esperanto i jiné texty, např. článek Dnešní církevní poměry v litevské republice (Lidové listy 1922, 87, s. 4–5) převzatý z litevského esperantistického listu Litova Stelo.